# جیسون آنیک
جیسون آنیک (انگلیسی: Jason Anick؛ زادهٔ ۳ اکتبر ۱۹۸۵) موسیقی‌دان اهل ایالات متحده آمریکا است که در بوستون ساکن است و در کالج موسیقی برکلی تدریس می‌کند.